# 飛鳥映像
飛鳥映像株式会社は、1984年9月に東京都港区西麻布に設立されたテレビ番組などの製作会社。
代表は映像プロデューサー、ディレクターの松澤宏文。
モーターランドなど自動車や旅行関連の番組を多く手掛けている。
また、レコード会社を発売元にビデオパッケージやレーザーディスクを多数製作していた。
特に伝説の世界GPチャンピオンライダーKenny Robertsのライティングテクニック解説ビデオ "RIDE TO WIN" はDVDの復刻版が発売されてプロライダーのバイブルとなっているという｡
現在、モーターランド2についての問い合わせ先はhttps://twitter.com/motorlandtvのダイレクトメッセージとなっている。
WEB動画配信　MOTORLAND TV @niftyなど多数　高画質リマスターでのオフィシャル配信を現在検討中でパートナーシップを募集している。
寺田倉庫フィルムセンターに保管されていたビデオテープはデジタル化が進みhttps://www.youtube.com/@MOTORLANDでアーカイブ映像が公開されている。

## 飛鳥映像の主な映像作品
- 「モーターランド」「MOTORLAND2 」（ナレーターは小幡研二）「B21の極楽上級者への道」（ナレーターは若山弦蔵）
- 鈴鹿サーキット 筑波サーキット スポーツランドSUGO 富士スピードウェイで開催された全日本選手権レースの2時間枠の特別番組 「サンデースポーツスペシャル」など（放送局はテレビ東京）
- 「ANAスペシャル旅行特番」出演は石田ゆり子(北海道篇) 山口智子(九州篇) 岡崎ゆみ（ワシントンD.C.篇 北京篇）
- 「テレビあっとらんだむ」など情報番組 モータースポーツコーナー 出演はレーサー近藤真彦 星野一義など
- CM PV 「ANA」「カルソニック」「ヤマト運輸」「FET」「OHLINS 土屋圭市 篇」「鈴鹿サーキット」「TEAM LUKY STRIKE日本公式ビデオ （ワールドGP）(フォーミュラ１)」
- 販売VP  「 鈴鹿8時間耐久オートバイレース」「日本グランプリオートバイレース」「モトクロス日本グランプリ大会」など。
- なお、1985年SUZUKA 8Hでは初めての中継制作を担当し翌1986年には鈴鹿とHONDA青山本社、多摩テックを結ぶ同時中継観戦が行われた。